# De nacht na de première
De nacht na de première is een hoorspelserie van Rolf Petersen. De AVRO zond ze uit vanaf zondag 2 oktober 1966. De regisseur was Dick van Putten.

## Delen
- Deel 1 (duur: 50 minuten)
- Deel 2 (duur: 45 minuten)
- Deel 3 (duur: 55 minuten)

## Rolbezetting
- Dogi Rugani (mevrouw Néron)
- Eva Janssen (Paulette)
- Nel Snel (juffrouw Souris)
- Wam Heskes (juwelier)
- Paul Deen (Gilbert)
- Frans Somers (Xavier)
- Maarten Kapteijn (Maxime)
- Huib Orizand (commissaris Legrand)
- Hans Karsenbarg (inspecteur Strevelle)
- Han König (inspecteur Hubert)
- Harry Emmelot (Bastien)
- Jacques Snoek (politiedokter)
- Donald de Marcas (een krantenverkoper)
- Gerrie Mantel (telefoniste)
- Corry van der Linden (Thérèse)
- Jan van Ees (Porto, bedrijfsleider van de nachtclub)
- Willy Ruys (Rossier, de componist)
- Jos van Turenhout (de chauffeur van de politie-auto)
- Harry Bronk (Poitours)
- Tine Medema (Catherine)
- Tonny Foletta (Orly, de olieman van Pantin)
- Jeanne Verstraete (de vrouw van de olieman)
- Jacques Snoek (Payot, de politiedokter)

## Inhoud
Het onderwerp van dit spel is de diefstal van juwelen die op een show van het modehuis Néron werden gedragen. Na de première voor genodigden worden zij vermist. De politie is er eerder van  op de hoogte dan  mevrouw Néron of de eigenaar van de juwelen, de juwelier Pierresaint. Aan het kanaal bij Pantin wordt namelijk door arbeiders, die van de zuivelfabriek naar huis gaan, een auto gevonden met het lijk van een man achter het stuur. Een op het lijk gevonden sieraad wordt door de politiecommissaris herkend. In de nabijheid van de wagen wordt nog een damesschoen gevonden die in de modder is blijven steken. Het spoor leidt via de juwelier naar het modehuis, waar een camera blijkt te zijn achtergelaten, waarmee vermoedelijk de nieuwe geheime modellen zijn gefotografeerd. Het belooft een heel ingewikkelde affaire te worden, die ver uitgaat boven een  simpele diefstal van juwelen…